# Липовый Яр
Липовый Яр (укр. Липовий Яр) — село,
Садовский сельский совет,
Сумский район,
Сумская область,
Украина.
В середине 1980-х гг. село было объединено с селом Москалевщина.

## Географическое положение
Село Липовый Яр находится на левом берегу реки Сухоносовка,
выше по течению на расстоянии в 1 км расположено село Никонцы,
ниже по течению на расстоянии в 0,5 км расположен посёлок Сад,
на противоположном берегу — село Москалевщина.

## История
Село Липовый Яр существовавшее с 1930-х до середины 1980-х гг. село в Косовщинском, а затем Садовском сельском совете Сумского района Сумской области, Украина.
Население села составляло не более 20 человек. Село состояло из 4-6 домовладений (дворов).
В середине 1980-х гг. село было объединено с селом Москалевщина.